# Basconcobe
Basconcobe (del idioma mayo: "Recodo de agua") es una Comisaría perteneciente  al municipio de Etchojoa, ubicada en el sur del estado mexicano de Sonora en la zona del valle del Mayo. Según los datos del Censo de Población y Vivienda realizado en 2010 por el Instituto Nacional de Estadística y Geografía (INEGI), Basconcobe tiene un total de 2913 habitantes. Fue fundada en el año de 1907 como una hacienda por la familia Terminel. 

## Geografía
Basconcobe se sitúa en las coordenadas geográficas 26°57′12″ de latitud norte y 109°40'19" de longitud oeste del meridiano de Greenwich, a una elevación de 18 metros sobre el nivel del mar.